# Tang Qianhui
Tang Qianhui (chiń. 汤千慧; pinyin Tāng Qiānhuì; ur. 10 września 2000 w Chengdu) – chińska tenisistka, jedna z najmłodszych w historii ery open tenisa triumfatorek turnieju deblowego WTA.

## Kariera tenisowa

### 2015-2016
Występy w profesjonalnych turniejach rozpoczęła już w 2015 roku. Przed ukończeniem piętnastu lat wystąpiła już w dwóch finałach deblowych turniejów ITF (w Jiangmen i Anning). W rozgrywkach singlowych nie udało się jej wygrać żadnego meczu w głównej drabince. Kolejny sezon przyniósł pierwszy triumf. W Yuxi wraz z Jiang Xinyu w finale pokonała Gai Ao i Guo Shanshan 6:2, 3:6, 10–5.

### 2017
Przełom nastąpił w 2017 roku. Wygrała cztery deblowe turnieje ITF, a na koniec lipca po raz pierwszy w karierze wystartowała w zawodach WTA – w Nanchang. Wraz ze swoją stałą partnerką Jiang Xinyu przeszły przez turniej, nie tracąc nawet seta. W decydującym spotkaniu pokonały o wiele wyżej notowane Ałłę Kudriawcewą i Arinę Rodionową 6:3, 6:2. Dzięki zwycięstwu w turnieju wpisała się do historii dyscypliny, jako jedna z najmłodszych triumfatorek turniejów WTA, a dokonała tego w debiucie na tym poziomie rozgrywek. We wrześniu wystąpiła w drugim w dotychczasowej karierze turnieju WTA. W Kantonie doszła aż do półfinału, w którym jednak uległa późniejszym triumfatorkom Elise Mertens i Demi Schuurs 1:6, 3:6. W sumie w całym sezonie wystąpiła w siedmiu finałach deblowych turniejów ITF, a zwieńczeniem sezonu było zaproszenie (dzika karta) do turnieju WTA Elite Trophy. W Zhuhai uległy parze Lu Jingjing–Zhang Shuai 6:7(3), 3:6, ale pokonały Alicję Rosolską i Annę Smith 6:3, 4:6, 10–6.

### 2018
Pierwszym startem Tang w sezonie 2018 był wielkoszlemowy Australian Open, gdzie otrzymała dziką kartę do turnieju gry podwójnej. W pierwszej rundzie nie sprostały jednak niemieckiej parze Mona Barthel–Carina Witthöft 6:7(5), 5:7. W kolejnych miesiącach startowała w turniejach ITF, jednak bez większych osiągnięć. Dopiero w lipcu, wspólnie z Jiang Xinyu, doszła do finału turnieju ITF w Naiman Qi z pulą nagród 25 000 $, w którym przegrały jednak z parą Kang Jiaqi–Kim Na-ri 7:6(4), 4:6, 5–10. Tydzień później ponownie wystąpiła w turnieju WTA w Nanchang i obroniła wywalczony przed rokiem tytuł. W decydującym meczu wspólnie z Jiang Xinyu pokonały Lu Jingjing i You Xiaodi 6:4, 6:4.
W sierpniu startowała w eliminacjach gry pojedynczej w turniejach ITF w Jinan i Guiyang, ale za każdym razem przegrywała w ostatnim meczu. W grze podwójnej dotarła do ćwierćfinału i półfinału. We wrześniu w turnieju WTA w Guangzhou doszła do półfinału gry podwójnej ulegając Dance Kovinić i Wierze Łapko 5:7, 3:6. Jesienne występy również nie zaowocowały dobrymi rezultatami, ale Tang wspólnie z nową partnerką Xun Fangying, tak jak rok wcześniej, otrzymały dziką kartę do zawodów WTA Elite Trophy 2018. Chińskiej parze nie udało się jednak wygrać żadnego meczu: 2:6, 2:6 z Mihaelą Buzărnescu i Alicją Rosolską oraz 3:6, 6:3, 10–6 przeciwko parze Shūko Aoyama–Lidzija Marozawa. Rok zakończyła porażką w pierwszej rundzie debla w turnieju ITF 100 000 $ w Shenzhen.

### 2019
Tang rozpoczęła sezon 2019 od porażek w pierwszych rundach zawodów deblowych (w grze pojedynczej nie startowała) WTA w Shenzhen i Hua Hin. W marcu doszła do finału ITF 15 000 $ w Nanchang, w którym u boku Guo Hanyu uległa Cao Siqi i Guo Meiqi 4:6, 6:4, 8–10. Tydzień później powtórzyła osiągnięcie w turnieju tej samej rangi, tym razem w Xiamen. W parze z Zhang Ying uległa Sun Xuliu i Zhao Qianqian 4:6, 4:6. Dopiero w czerwcu udało się chińskiej tenisistce wygrać więcej niż jeden mecz w grze podwójnej (choć w singlu w ITF 25 000 $ w Wuhan wygrała dwa mecze w eliminacjach i pojedynek pierwszej rundy turnieju głównego). Osiągnięcie to uzyskała w turnieju ITF 100 000 $ w Manchesterze, odpadając dopiero w półfinale. W lipcu Tang odnotowała znaczny spadek w deblowym rankingu WTA, ze względu na przesunięcie terminu rozgrywania turnieju w Nanchang na wrzesień. W turnieju ITF 25 000 $ w Tianjin ponownie wygrała eliminacje gry pojedynczej, nie sprostała jednak Akiko Ōmae w pierwszej rundzie w głównej drabince 6:4, 0:6, 0:6. W grze podwójnej odniosła szóste zwycięstwo w turnieju rangi ITF, wspólnie z Jiang Xinyu pokonała Wu Mei Xu i Zheng Wushuang 7:5, 6:2. Miesiąc później ponownie chińska para triumfowała, tym razem w Guiyang, pokonując Chong Eudice i Aldila Sutjiadi 7:5, 7:5.

## Historia występów wielkoszlemowych
Legenda
     W, wygrany turniej
     F, przegrana w finale
     SF, przegrana w półfinale
     QF, przegrana w ćwierćfinale
     xR, przegrana w x rundzie
     Qx, przegrana w x rundzie kwalifikacji
     A, brak startu
     NH, turniej nie odbył się

### Występy w grze pojedynczej
| Australian Open        | A | A   | A   | A   | A   | A   | A    | A | A    | A   | A | 0 / 0 | 0 – 0 |  |  |  |  |  |  |  |  |  |  |  |  |  |
| French Open            | A | A   | A   | A   | A   | A   | A    | A | A    | A   |   | 0 / 0 | 0 – 0 |  |  |  |  |  |  |  |  |  |  |  |  |  |
| Wimbledon              | A | A   | A   | A   | A   | NH  | A    | A | A    | A   |   | 0 / 0 | 0 – 0 |  |  |  |  |  |  |  |  |  |  |  |  |  |
| US Open                | A | A   | A   | A   | A   | A   | A    | A | A    | A   |   | 0 / 0 | 0 – 0 |  |  |  |  |  |  |  |  |  |  |  |  |  |
|                        |   |     |     |     |     |     |      |   |      |     |   |       |       |  |  |  |  |  |  |  |  |  |  |  |  |  |
| Ranking na koniec roku | – | 974 | 689 | 794 | 742 | 757 | 1017 | – | 1240 | 741 |   | 0 / 0 | 0 – 0 |  |  |  |  |  |  |  |  |  |  |  |  |  |

### Występy w grze podwójnej
| Australian Open        | A   | A   | A   | 1R  | A   | A   | A   | A | A   | A  | 1R | 0 / 2 | 0 – 2 |  |  |  |  |  |  |  |  |  |  |  |  |  |
| French Open            | A   | A   | A   | A   | A   | A   | A   | A | A   | A  |    | 0 / 0 | 0 – 0 |  |  |  |  |  |  |  |  |  |  |  |  |  |
| Wimbledon              | A   | A   | A   | A   | A   | NH  | A   | A | A   | A  |    | 0 / 0 | 0 – 0 |  |  |  |  |  |  |  |  |  |  |  |  |  |
| US Open                | A   | A   | A   | A   | A   | A   | A   | A | A   | A  |    | 0 / 0 | 0 – 0 |  |  |  |  |  |  |  |  |  |  |  |  |  |
|                        |     |     |     |     |     |     |     |   |     |    |    |       |       |  |  |  |  |  |  |  |  |  |  |  |  |  |
| Ranking na koniec roku | 997 | 487 | 171 | 126 | 128 | 125 | 272 | – | 160 | 81 |    | 0 / 2 | 0 – 2 |  |  |  |  |  |  |  |  |  |  |  |  |  |

### Występy w grze mieszanej
Tang Qianhui nigdy nie startowała w rozgrywkach gry mieszanej podczas turniejów wielkoszlemowych.

## Finały turniejów WTA
| Legenda                     | Legenda |
| --------------------------- | ------- |
| Wielki Szlem                |         |
| Igrzyska olimpijskie        |         |
| WTA Tour Championships      |         |
| 2009 – 2020                 |         |
| WTA Premier Mandatory       |         |
| WTA Premier 5               |         |
| WTA Premier                 |         |
| WTA International Series    |         |
| WTA 125K series (2012–2020) |         |
| od 2021                     |         |
| WTA 1000 (obowiązkowe)      |         |
| WTA 1000 (nieobowiązkowe)   |         |
| WTA 500                     |         |
| WTA 250                     |         |
| WTA 125                     |         |

### Gra podwójna 3 (3–0)
| Końcowy wynik | Nr | Data                 | Turniej  | Nawierzchnia | Partnerka    | Przeciwniczki                            | Wynik finału   |
| ------------- | -- | -------------------- | -------- | ------------ | ------------ | ---------------------------------------- | -------------- |
| Zwyciężczyni  | 1. | 30 lipca 2017        | Nanchang | Twarda       | Jiang Xinyu  | Ałła Kudriawcewa Arina Rodionowa         | 6:3, 6:2       |
| Zwyciężczyni  | 2. | 29 lipca 2018        | Nanchang | Twarda       | Jiang Xinyu  | Lu Jingjing You Xiaodi                   | 6:4, 6:4       |
| Zwyciężczyni  | 3. | 15 października 2023 | Hongkong | Twarda       | Tsao Chia-yi | Oksana Kalasznikowa Alaksandra Sasnowicz | 7:5, 1:6, 11–9 |

## Finały turniejów WTA 125

### Gra podwójna 1 (0–1)
| Końcowy wynik | Nr | Data         | Turniej | Nawierzchnia | Partnerka          | Przeciwniczki                 | Wynik finału |
| ------------- | -- | ------------ | ------- | ------------ | ------------------ | ----------------------------- | ------------ |
| Finalistka    | 1. | 17 maja 2025 | Parma   | Ceglana      | Sabrina Santamaria | Jesika Malečková Miriam Škoch | 2:6, 0:6     |

## Występy w Turnieju WTA Elite Trophy

### W grze podwójnej
| Rok  | Rezultat     | Partnerka    | Przeciwniczki                                                                 | Wynik                         |
| 2017 | Faza grupowa | Jiang Xinyu  | Lu Jingjing Zhang Shuai Alicja Rosolska Anna Smith                            | 6:7(3), 3:6 6:3, 4:6, 10–6    |
| 2018 | Faza grupowa | Xun Fangying | Mihaela Buzărnescu Alicja Rosolska Shūko Aoyama Lidzija Marozawa              | 2:6, 2:6 3:6, 6:3, 10–6       |
| 2019 | Faza grupowa | Jiang Xinyu  | Oksana Kalasznikowa Sofia Kenin Ludmyła Kiczenok Andreja Klepač               | 6:2, 4:6, 10–7 6:2, 4:6, 6–10 |
| 2023 | Faza grupowa | Jiang Xinyu  | Oksana Kalasznikowa Jana Sizikowa Beatriz Haddad Maia Wieronika Kudiermietowa | 6:4, 7:6(4) 3:6, 3:6          |

## Finały turniejów ITF
| turnieje z pulą nagród 100 000 $ (W100) |
| turnieje z pulą nagród 80 000 $ (W80)   |
| turnieje z pulą nagród 60 000 $ (W75)   |
| turnieje z pulą nagród 40 000 $ (W50)   |
| turnieje z pulą nagród 25 000 $ (W35)   |
| turnieje z pulą nagród 15 000 $ (W15)   |
| turnieje z pulą nagród 10 000 $         |

### Gra pojedyncza 1 (0–1)
| Rezultat   |    | Data       | Turniej | ($)    | Naw.   | Przeciwniczka          | Wynik         |
| Finalistka | 1. | 18/08/2024 | Xiamen  | 15 000 | Twarda | Priska Madelyn Nugroho | 6:2, 4:6, 0:6 |

### Gra podwójna 30 (17–13)
| Rezultat     |     | Data       | Turniej             | ($)     | Naw.           | Partnerka           | Przeciwniczki                           | Wynik             |
| Finalistka   | 1.  | 08/03/2015 | Jiangmen            | 10 000  | Twarda         | Jiang Xinyu         | Hsu Ching-wen Tang Haochen              | 4:6, 3:6          |
| Finalistka   | 2.  | 19/06/2015 | Anning              | 10 000  | Ceglana        | Li Yihong           | Gao Xinyu Zhang Ying                    | 4:6, 2:6          |
| Zwyciężczyni | 1.  | 10/07/2016 | Yuxi                | 25 000  | Twarda         | Jiang Xinyu         | Gai Ao Guo Shanshan                     | 6:2, 3:6, 10–5    |
| Finalistka   | 3.  | 15/07/2016 | Qujing              | 25 000  | Twarda         | Jiang Xinyu         | Akiko Ōmae Peangtarn Plipuech           | 3:6, 3:6          |
| Zwyciężczyni | 2.  | 14/05/2017 | Yuxi                | 25 000  | Twarda         | Jiang Xinyu         | Gai Ao Kang Jiaqi                       | 6:2, 7:5          |
| Zwyciężczyni | 3.  | 21/05/2017 | Qujing              | 25 000  | Twarda         | Jiang Xinyu         | Feng Shuo Zhao Xiaoxi                   | 6:4, 6:3          |
| Zwyciężczyni | 4.  | 27/05/2017 | Lu’an               | 60 000  | Twarda         | Jiang Xinyu         | Mana Ayukawa Erika Sema                 | 7:5, 6:4          |
| Finalistka   | 4.  | 02/06/2017 | Wuhan               | 25 000  | Twarda         | Jiang Xinyu         | Alison Bai Lu Jiajing                   | 2:6, 6:7(3)       |
| Finalistka   | 5.  | 09/07/2017 | Anning              | 15 000  | Ceglana        | Jiang Xinyu         | Feng Shuo Li Yihong                     | 3:6, 4:6          |
| Zwyciężczyni | 5.  | 22/07/2017 | Tiencin             | 25 000  | Twarda         | Jiang Xinyu         | Liu Chang Lu Jiajing                    | 6:4, 6:1          |
| Finalistka   | 6.  | 15/09/2017 | Guiyang             | 25 000  | Ceglana        | Jiang Xinyu         | Sabina Sharipova Lidzija Marozawa       | 2:6, 3:6          |
| Finalistka   | 7.  | 06/07/2018 | Naiman Qi           | 25 000  | Twarda         | Jiang Xinyu         | Kang Jiaqi Kim Na-ri                    | 7:6(4), 4:6, 5–10 |
| Finalistka   | 8.  | 08/03/2019 | Nanchang            | 15 000  | Ceglana (hala) | Guo Hanyu           | Cao Siqi Guo Meiqi                      | 4:6, 6:4, 8–10    |
| Finalistka   | 9.  | 23/03/2019 | Xiamen              | 15 000  | Twarda         | Zhang Ying          | Sun Xuliu Zhao Qianqian                 | 4:6, 4:6          |
| Zwyciężczyni | 6.  | 06/07/2019 | Tiencin             | 25 000  | Twarda         | Jiang Xinyu         | Wu Mei Xu Zheng Wushuang                | 7:5, 6:2          |
| Zwyciężczyni | 7.  | 24/08/2019 | Guiyang             | 25 000  | Ceglana        | Jiang Xinyu         | Chong Eudice Aldila Sutjiadi            | 7:5, 7:5          |
| Zwyciężczyni | 8.  | 07/09/2019 | Changsha            | 60 000  | Twarda         | Jiang Xinyu         | Rutuja Bhosale Erika Sema               | 6:3, 3:6, 11–9    |
| Zwyciężczyni | 9.  | 19/10/2019 | Suzhou              | 100 000 | Twarda         | Jiang Xinyu         | Ankita Raina Rosalie van der Hoek       | 3:6, 6:3, 10–5    |
| Zwyciężczyni | 10. | 02/11/2019 | Liuzhou             | 60 000  | Twarda         | Jiang Xinyu         | Ankita Raina Rosalie van der Hoek       | 6:4, 6:4          |
| Finalistka   | 10. | 20/05/2023 | Inczon              | 25 000  | Twarda         | Li Yu-yun           | Choi Ji-hee Ku Yeon-woo                 | 1:6, 1:6          |
| Finalistka   | 11. | 27/05/2023 | Goyang              | 25 000  | Twarda         | Guo Hanyu           | Punnin Kovapitukted Luksika Kumkhum     | 3:6, 6:1, 6–10    |
| Zwyciężczyni | 11. | 10/06/2023 | Luzhou              | 25 000  | Twarda         | Li Yu-yun           | Feng Shuo Zheng Wushuang                | 7:6(4), 6:2       |
| Zwyciężczyni | 12. | 09/09/2023 | Nakhon Si Thammarat | 25 000  | Twarda         | Punnin Kovapitukted | Misaki Matsuda Naho Sato                | 7:6(1), 1:6, 10–3 |
| Zwyciężczyni | 13. | 02/12/2023 | Jokohama            | 40 000  | Twarda         | Liang En-shuo       | Aoi Ito Natsumi Kawaguchi               | walkower          |
| Zwyciężczyni | 14. | 10/02/2024 | Burnie              | 60 000  | Twarda         | You Xiaodi          | Ma Yexin Alana Parnaby                  | 6:4, 7:5          |
| Finalistka   | 12. | 09/03/2024 | Trnawa              | 60 000  | Twarda (hala)  | Liang En-shuo       | Isabelle Haverlag Anna Rogers           | 3:6, 6:4, 10–12   |
| Zwyciężczyni | 15. | 05/05/2024 | Gifu                | 100 000 | Twarda         | Liang En-shuo       | Kimberly Birrell Rebecca Marino         | 6:0, 6:3          |
| Zwyciężczyni | 16. | 11/05/2024 | Lu’an               | 60 000  | Twarda         | Zheng Wushuang      | Luksika Kumkhum Peangtarn Plipuech      | 6:1, 6:2          |
| Finalistka   | 13. | 21/06/2024 | Ilkley              | 100 000 | Trawiasta      | Quinn Gleason       | Kristina Mladenovic Elena-Gabriela Ruse | 2:6, 2:6          |
| Zwyciężczyni | 17. | 07/09/2024 | Inczon              | 100 000 | Twarda         | Zheng Wushuang      | Feng Shuo Aoi Ito                       | 6:2, 6:3          |